# 中華民国期の通貨の歴史
中華民国期の通貨の歴史（ちゅうかみんこくきのつうかのれきし）では、中華人民共和国の建国前、20年にもわたる日中戦争時期までの通貨乱立・乱発の時期から、建国後の人民元による通貨の統一までの歴史について説明する。

## 前史
1911年の鉄道利権回復運動を背景に生じた武昌での武力蜂起が辛亥革命へと発展し、中華民国が成立し、中国は近代国家へ歩み始めるが、その途は平坦でなかった。近代化を進めようとした北京政府の権力基盤は脆弱であり、統一的な財政、貨幣制度を構築しようとする試みは何度も挫折を余儀なくされた。
一方、第一次世界大戦から1920年代にかけて、列強各国が相次いで金本位制に復帰した結果、銀の国際的な価値が下落し、銀を通貨として用いていた中国国内に銀が流入するようになった。銀の流入がもたらした穏やかなインフレ基調の下で、上海租界を中心とした長江下流流域では、中国資本の繊維工業、その資金・担保提供源としての銀行・不動産業、ならびにその原料供給地としての農村が有機的に結びついて発展した。

## 中国国民党による「法幣」発行
1928年（民国17年）、中国国民党は北伐を完了し、南京に統一政権を打ち立て、それまでの曖昧だった中央と地方との財政的な権限を整理し直し、統一的な国民経済の形成をめざす改革を実行に移していくことになる。経済再建のための全国経済会議、財政会議を開いてまとまった政策を打ち出した。この過程で、上海に中央銀行が設立され、銀行券の発行を始める。

しかし翌1929年10月24日、ニューヨーク市場の「暗黒の木曜日」をきっかけに大恐慌が勃発し、世界の金本位制の崩壊とともに、国民党政府が受け継いだ中国伝統の銀本位制は崩壊の危機にさらされた。それまで中国の通貨の基本は銀で、紙幣は中央銀行がなかったため民間の商業銀行がそれぞれ独自に発行しており、そのため発行元銀行の信用度によって額面と流通価値が変動するのが普通であった。
大恐慌初期は、恐慌に伴う世界的な銀価格の低下が、中国の外国為替レートの切り下げと同じ意味をもち、輸出促進に働き、中国にプラスに作用した。しかしイギリスの金本位制離脱後、この恩恵は喪われ、1931年秋ごろから大恐慌の深刻な影響が中国にもあらわれた。農産物をはじめとする諸物価が下落し、工場の倒産や商店の閉鎖が相次ぎ、銀を本位とする複雑な通貨体制の限界は誰の目にも明らかだった。1934年にはアメリカの銀買い上げ政策による国際的な銀価格の高騰によって、好況を呈していた上海経済の転落が決定的なものになる。銀価格の高騰のために今度は中国国内から海外に銀が流出し、上海の資産価格が落ち込みバブルが崩壊する。同時に繊維製品の輸出の落ち込みと担保価値の下落により債務返済不能に陥る企業が増加し、金融機関の破たんも相次ぎ、上海を中心とした深刻な金融恐慌に発展した。このような不安定な状況に終止符を打つためには、銀価格の国際的な変動により国内の金融政策が大きく左右されるという状況の改善しかなかった。
1933年（民国22年）には、秤量単位である「銀両」が廃止され、銀本位通貨の単位が「元」に統一されることにより（廃両改元）、「幣制改革」以降の管理通貨制度に道筋がつけられることになった。1935年11月、国民党の財政責任者である宋子文（宋慶齢・孫文未亡人の弟、宋美齢・蔣介石夫人の兄であり、彼女ら「宋家三姉妹」を含む宋一族の一員である）は銀貨流通停止と全国統一通貨である法幣発行に踏み切った。現銀（銀貨・銀塊）の貨幣としての流通を禁じて、中国銀行、中央銀行、交通銀行（現・兆豊国際商業銀行および交通銀行）と中国農民銀行（現・合作金庫銀行）の政府系4銀行の発行する銀行券のみが法定通貨すなわち「法幣」と定められた。この通貨改革を英米は後押しをし、「法幣」の印刷も英米が担当した。とくに英国は財政専門家リース・ロスを駐華英国大使館の経済顧問に任命し、改革の実現に協力した。「法幣」は、イギリス・ポンドにリンクされており（1元=1シリング2.5ペンス）、同時に現銀はアメリカに売り渡され、「法幣」の安定のための基金として積み立てられた。通貨の統一は全国的な経済政策を進める上でも、近代国家の体裁を整えるためにも必要なことであったが、この結果元はドルとポンドの支配下に置かれることを意味するとともに、中国の庶民は現銀というインフレから身を守るための手段を奪われることでもあった。
この幣制改革に対しては、日本政府は協力を拒んだ。日本は1932年（民国21年＝昭和7年）に満洲国を樹立しており、これと地続きの華北地方を国民党支配から切り離す「華北分離工作」を展開していたので、国民党による中国通貨統一事業は邪魔だったのである。1935年9月上旬には、英国はリース・ロスと広田弘毅・重光葵といった日本外務省側の人物と会談をさせた。ここでリース・ロスは、「中国に有力な銀行を興し、これに通貨発行権を独占させる。通貨はポンドにリンクして銀本位から離脱させる。その一方で、中国は満洲国を承認し、満洲国は中国の負債中の適当な割合を分担する」という案を提示した。しかし、日本の外務省側はこの案に乗らなかった。

同年11月4日、中国は幣制改革を断行し、華北地域の有する現銀が南方の国民政府のもとに送られることになった。日本側はこの現銀の南送により華北経済の自治的側面が損なわれると考え、日系6銀行は手持ちの銀引渡しを拒否することに決した。そこで、イギリス政府は国王命令を出して、中国にあるイギリス人居住者に対して法幣改革への全面協力を義務付け、香港上海銀行（HSBC）など英国系銀行にも銀の引き渡しを命令した。アメリカは、1935年11月に米中銀協定を締結し、中国は回収した銀をアメリカに売却して、米ドル、英ポンドなど外貨による通貨安定基金の原資を得た。ここに通貨面でのA（アメリカ）B（イギリス）C（中国）連合が成立した。
一方で、この1935年という年は、中国共産党が国民党軍に追われて長征を敢行中であり、「抗日救国」を全国民に呼びかけた「八・一宣言」を発表し、抗日の世論が全土に広がっていた。このように中国史上で初めての管理通貨体制への移行は、短期間で成功した。「法幣」が中華民国の単一の通貨となり、南京政府の支配地域では法幣が行きわたり、対外的に安定した「元」を基礎に、中国経済は1936年に、農作物の豊作と相まって顕著な回復を示した。幣制改革の成功によって、中央政府の統治力はかつてないほど強くなった。国民政府は、軍事的統一・政治的統一に加えて、金融・通貨の統一にも成功した。

しかしこの時、すでに満洲国として独立していた東北地域では法幣が通用することはなかった。満洲国では「日満経済ブロック」の掛け声のもと、国民政府の幣制改革と時を同じくして、満洲中央銀行が発行する「国幣」と呼ばれる通貨による「幣制改革」が行われ、日本円との等価が声明されていたのであった。

## 日本軍による軍票の発行
このように、世界の流れが中国法制改革を支持し、法幣が定着してきたので、中国で営業する日系金融機関もやむなく銀の提供と「法幣」の受け入れを検討し始めた。のみならず、大蔵官僚であり支那派遣軍特務部の嘱託であった毛利英於菟（ひでおと）は、「西安事件を契機として支那幣制及び北支幣制対策確立に関する意見」という意見書をまとめている。その中で彼は、西安事件（1936年12月12日に蔣介石に内戦停止を説いて拒絶された張学良が兵を動かして蔣を監禁した事件）以降の中国は挙国一致が進み、幣制改革も最終段階に入り、中央銀行の改組が具体化されるだろう。今まで日本は、現銀を国民政府に引き渡すことを拒絶していたが、これを改め、中国の貨幣統一を受け入れ、両国の貨幣価値の安定化を図るべきだ」と唱えた。

しかし、その矢先の1937年（民国26年）7月7日、盧溝橋事件が勃発し、日中が全面戦争に突入した。これ以降、日本軍が占領した華北地方には華北連合銀行を、上海でも中華民国維新政府が華興商業銀行を設立し、「法幣」を排除し、独自通貨を発行した。また日本軍は、華中・華南の占領地には、軍用手票（軍票）を発行して、流通させた。しかし、華北連合銀行は資金力が弱く、華北連合銀行券は、英ポンドと米ドルのしっかりとしたサポートを受けていた国民党発行の「法幣」にはかなわなかった。また上海の華興商業銀行券も上海の一部でしか使えなかった。1938年（昭和13年）には華北連合銀行が中国聯合準備銀行と行名を改めるが、日本による法幣駆逐作戦は結局挫折した。

一方、蔣介石の国民党から分かれた対日和平派の汪兆銘による南京国民政府は、1939年（民国28年）5月に中央儲備銀行を設立して儲備券を発行し、連合銀行券とともに普及を図り、法幣の排除を試みたが、苦戦した。儲備券は乱発され、価格は下落し、荒縄で1メートルほどの厚さに束ねられて使われていたという。

八方ふさがりの日本軍は、結局、現地での食糧や資材の調達のための、より手っ取り早い手段である軍票の発行による食料・資材の半強制的な現地調達、即ち富の収奪に走った。軍票とは、軍部が出す借用証書（擬似紙幣）である。日本軍は、日露戦争（1894年-1895年）のときに初めて、これを発行し、以来対外戦争のつど発行してきた。軍票が軍部の出す借用証書に過ぎない以上、他の信用度の高い通貨、当時では法幣や日本銀行券との交換を保証しなければただの紙切れに過ぎない。そのため時々は、これらと交換しないと、信用力が保てず、通用しなくなる。従って、ときに交換に応ずる必要があったが、日本軍は交換財源として、占領した上海税関の資金をこっそりと流用したという。それでも軍票や儲備券は、広大な中国のうち、日本軍の占領した都市とそれらを結ぶ鉄道沿線以外では、見向きもされなかった。軍事力で実効支配できない農村部などではコメを法幣で買い付けるしかないが、その法幣も手元にないので、日本軍は少しでも多くの法幣を獲得するためアヘンの密売に乗り出していた。

日本軍票や日系銀行券で食糧や資材を現地調達できないとなると、ますます軍事力による強制徴用しかない。貴重な物資が抗日勢力に流出するのを腕ずくで止めるしかないため、戦線はますます拡大した。1938年には広東を占領した後、1940年7月には中国の長大な沿岸封鎖に取り掛かった。内陸部では村落を囲い込み、ますます残虐さと苛酷さを増した作戦を展開した。国民革命軍と共産党軍を掃討したあと、村落の住民を組織して課税・徴用した。これを「清郷工作」と呼んだ。電流の流れる鉄条網で囲い、人と物資の移動を厳重にチェックし、それに加え大東亜共栄圏の「東亜新秩序」という思想教育を行った。

## 辺幣の発行
一方、黄土高原の奥深い、陝西省延安に拠点を置く中国共産党は、着実に解放区（辺区）を広げていた。解放区ごとに辺区銀行と呼ぶ発券銀行を設立して辺区券（辺幣）を発行した。解放区のある地域の名前をとった華中銀行、東北銀行、北海銀行、冀東銀行などの銀行がお札を発券した。辺区は日本軍占領地の広大な後背地に作られた抗日根拠地であり、日本系の銀行券の普及を阻んだ。共産党は辺幣により日本系通貨を回収し、その流通を禁じた。解放区内の通貨を統一し、物資の移動を制限し、さらに回収した日本系通貨を用いて必要物資を日本軍支配地域から逆に調達した。共産党は、日本軍よりも高い値段をつけて購入するので、日本軍支配地域内の共産党嫌いだった富裕層も含めて、次第に共産党シンパを増やしていった。日本は通貨戦争で苦戦が続き、物資調達のために、軍部は前線をさらに拡大せざるを得なかった。米国による中国援助ルートの切断のための雲南ビルマルート作戦、さらに仏印（現・ベトナム、カンボジア、ラオス）進駐、最後には対米開戦に突き進んだ。
日本軍は軍票や儲備券の大量増刷を行い、インフレ要因をばらまいて、大東亜共栄圏内の住民生活を苦境に追い込んだ。その上、法幣や辺幣の偽造まで行うようになった。

## 日本軍による紙幣偽造
1938年（昭和13年）1月16日、第1次近衛内閣は、「国民政府を相手とせず」との内閣声明を出し、自ら和平の道を絶ち、5月26日の五相会議で、「五相会議に属し、其の決定に基づき、専ら重要なる対支謀略並びに新支那中央政府樹立に関する実行機関」としての対支特別委員会が設けられることになった。ここから日中戦争の打開策として本格的な対支謀略作戦が展開されることになった。

その具体化として6月28日には、「時局ニ伴フ対支謀略」の原案が決定された。この謀略の方針は、一つは政治謀略として親日派による政権樹立をはかり、もう一つは経済謀略によって蔣介石政権の崩壊を図ろうとするものであり、この二つは連動すべきものとされた。そして、方針の具体策の第5として「法幣の崩落を図り、支那の在外資金を取得することにより、支那現中央政府を財政的に自滅せしむ」ことがあげられていた。1938年12月ごろ「対支経済謀略実施計画」（秘匿名「杉計画」）がまとめられた。神奈川県生田村（現・川崎市）にあった陸軍第九研究所（別名登戸研究所）に、山本憲蔵大佐を製造責任者とする法幣の偽造チームが集まった。上海には偽造した通貨を使用する役割の「松機関」が置かれた。

法幣偽造作戦は、陸軍省と参謀本部が指揮した国家プロジェクトであった。1940年（昭和15年）にはドイツ・ザンメル社製の高価な印刷機を購入して、通貨偽造工場を完成させ、1941年（昭和16年）から本格的に量産を始めた。地元神奈川県の女子生徒を集め、新品の偽札に汚れや皺を付けさせた上で上海に運び、金塊、貴金属、食糧などを買い付けた。1942年（昭和17年）には日本軍が占領した香港の紙幣印刷工場で法幣の原版を発見し、これをもとに本物そっくりの偽札を量産できるようになった。この年の夏ごろから大量の偽造紙幣が印刷できるようになり、長崎を経由して上海に運ばれて、その額面は毎月1億円から2億円にのぼった。国民政府も法幣を大量発行しており、通貨価値は下がり続けていた。発行額は、戦争開始直前の1937年6月には14億元だったのが、1948年8月には660億元となった。この法幣の乱発と、偽造通貨とがあいまって、日中戦争後の中国経済を大混乱に陥れ、国民党から民心を離反させる一因となった。

## 辺幣・法幣戦争
1945年（民国34年＝昭和20年）8月の日本の敗戦後は、三つ巴の通貨戦争から、共産党と国民党との通貨戦争へとなった。共産党と国民党の競合地域では、辺幣・法幣の両方が使われるようになり、そのどちらがより広い範囲で使われ、価値が高いかは、国共の勢力と人々の信頼度を示すバロメーターとなった。その実力を競い合う最大の場は「市（いち）」である。市が立つと、国共とも工作員を派遣し、自分の方の通貨がより広く通用し、価値も高くなるようさまざまな策略をめぐらす。相手の通貨への不安を掻き立てるようなデマを流したり、地元のごろつきを雇い実力で使用を阻止したりという例も見られた。双方の工作員は短銃で武装し、撃ち合いになることもしばしばだった。

## 共産党による通貨統一へ
対日戦争勝利後、共産党に支配された地区の各地方政府は、それぞれ通貨統一の作業を始めていた。共産党は解放区ごとに発券銀行を設立して、辺幣を発行していたので、解放区の数が増えてくると、同じ地域で複数の辺幣と国民党の法幣が入り乱れて流通していた。そこで共産党は拡大した解放区ごとに辺幣をひとつに絞り、全てのローカル紙幣を回収しようとした。しかし、その作業が終了する前、1946年（民国35年）7月に国民党と共産党の全面的な内戦に突入したため、通貨統一は中断した。
1947年（民国36年）の夏には、共産党（人民解放軍）の勝利がほぼ確実な情勢となった。そのため、共産党は1948年12月1日、中国人民銀行（PBOC）を設立した。戦時中に中国共産党の革命根拠地にあった華北銀行（河北省石家荘）、北海銀行（山東省済南）、西北農民銀行（陝西省延安）の3行を合併させたものだった。12年間続いた悪性ハイパーインフレ下にあり、例えば上海では1949年6月から1950年2月までの間に卸売物価指数は約21倍となるなど、経済がほぼ崩壊した中での創設だった。

一方で、国民政府は、遡る1948年（民国37年）8月19日に、新たに金円券の制度を導入した。金円券の発行とともに、法幣などの旧通貨が回収されたが、交換率は、1金円券=300万元法幣だった。これと同時に物価を8月19日の水準に固定し、民間保有の金、銀および外貨を9月30日までに金元券に交換する仕組みだった。

しかし、共産党軍の進出に伴う経済的不安により、国民政府は同年10月30日、凍結価格政策を全面的に放棄し、さらに11月11日には、金円券の価値を発行時の価値の5分の1に引き下げ、20億元だった発行限度も解除した。しかしその後も金円券の信用は暴落し続けたので、国民政府は、予算の現物査定、銀貨の鋳造、金銀の取引の許可などを余儀なくされた。翌1949年（民国38年）5月1日にはついに500万元券を発行した。上海が共産党軍の手に落ちた5月下旬ごろからは、各地で金円券の流通不能現象が生じた。金円券の価値は発行から10か月で紙切れ同然となり、法幣の二の舞を演じた末に1949年7月、銀円券に代替されて流通が終わる。

その銀円券も華南地区が共産党の手に落ちたことで信用を失い、1949年10月の中華人民共和国建国宣言と同時に流通停止となり、中国大陸の通貨は人民元へと統一されることになった。

一方、台湾では銀円券が流通せず、台湾省政府主導で新たに発行される新台幣へ移行することになり、1949年6月15日から発行が開始されていた。